# Fura világ
A Fura világ (eredeti cím: Strange World) 2022-ben bemutatott amerikai 3D-s számítógépes animációs kalandfilm, amelyet Don Hall rendezett.
Az Egyesült Államokban 2022. november 23-án, míg Magyarországon egy nappal később 2022. november 24-én mutatták be a mozikban.

## Cselekmény
Jaeger Clade és fia, Searcher kalandorok, akik új világok felfedezése érdekében dacolnak a vadonban. Miközben megpróbálnak átkelni az Avalonia földjét körülvevő hegyen, Searcher felfedez egy növényt, amely energiát bocsát ki. Jaeger ragaszkodik a kutatás folytatásához, de Searcher és az expedíciós csapat többi tagja úgy véli, hogy az új növény, amelyet Pandónak neveznek, elég jó. Jaeger dühösen egyedül folytatja küldetését. 25 évvel később Searcher nevet szerzett magának azzal, hogy betakarította a Pando-t, és üzemanyagforrássá alakította Avalonia számára. Férjhez ment egy másik aratóhoz, Meridianhoz, és van egy Ethan nevű fiuk, aki zavarba jön, amikor Searcher megpróbál beszélgetni a szerelmével, Diazoval.

## Szereplők
| Szerep          | Eredeti hang         | Magyar hang        | Leírás |
| --------------- | -------------------- | ------------------ | --- |
| Fürkész Clade   | Jake Gyllenhaal      | Szatory Dávid      | Farmer, Jaeger fia, Meridian férje és Ethan apja.                                                                |
| Merész Clade    | Dennis Quaid         | Borbiczki Ferenc   | Searcher apja és Ethan nagyapja                                                                                  |
| Ethan Clade     | Jaboukie Young-White | Nagy Gereben       | Searcher 16 éves meleg fia, aki apja farmján túl kalandokra vágyik, miközben egy iskolai szerelemmel is megküzd. |
| Meridian Clade  | Gabrielle Union      | Bogdányi Titanilla | Pilóta, Ethan anyja és Searcher felesége.                                                                        |
| Callisto Mal    | Lucy Liu             | Makay Andrea       | Avalonia országának elnöke és a fura világ felfedezésének vezetője.                                              |
| Caspian         | Karan Soni           | Ágoston Péter      | A fura világ expedíció stréber tagja.                                                                            |
| Duffle          | Alan Tudyk           | Csankó Zoltán      | A fura világba tartó expedíció pilótája, akit wyvern-szerű lények ölnek meg.                                     |
| Pulk kapitány   | Adelina Anthony      | Tarr Judit         | A fura világba induló expedíció parancsnokhelyettese.                                                            |
| Lonnie Redshirt | Abraham Benrubi      | N/A                | A fura világ expedíció jelentős tagja.                                                                           |
| Diazo           | Jonathan Melo        | Baráth István      | Ethan szerelme.                                                                                                  |
| Kardez          | Nik Dodani           | Rada Bálint        | Ethan barátai.                                                                                                   |
| Azimuth         | Francesca Reale      | Lamboni Anna       | Ethan barátai.                                                                                                   |

### Magyar változat
- Magyar szöveg: Boros Karina
- Hangmérnök és szinkronrendező: Kránitz Lajos András
- Vágó: Kránitz Bence
- Gyártásvezető: Bogdán Anikó
- Produkciós vezető: Máhr Rita

A szinkron a Disney Character Voices International megbízásából az SDI Media Hungary-ban készült el, 2022 novemberében.

## A film készítése
2021 decemberében jelentették be a Walt Disney Animation Studios a Fura világ című filmjét, amelynek rendezője Don Hall, társrendezője és írója Qui Nguyen, producere pedig Roy Conli. Hall szerint a film a ponyvairodalom – a 20. század első felének népszerű fikciós regényei, amelyeket olcsó cellulózpapírra nyomtattak – felé biccent. Elmondta azt is, hogy „[ő] gyerekkorában imádta olvasni a cellulózok régi számait. Ezek nagy kalandok voltak, amelyekben egy csapat felfedező felfedezhetett egy rejtett világot vagy ősi lényeket. Hatalmas inspirációt jelentettek a film számára”. A filmkészítőkre hatással volt az Utazás a Föld középpontja felé és a King Kong is.